# Canton de Bourges-4
Le canton de Bourges-4 est une circonscription électorale française située dans le département du Cher et la région Centre-Val de Loire.
À la suite du redécoupage cantonal de 2014, les limites territoriales du canton sont remaniées.

## Histoire
Le canton de Bourges-IV a été créé par le décret du 2 août 1973 à la suite du démantèlement de l'ancien canton de Bourges.
Un nouveau découpage territorial du Cher entre en vigueur en mars 2015, défini par le décret du 21 février 2014, en application des lois du 17 mai 2013 (loi organique 2013-402 et loi 2013-403). Les conseillers départementaux sont, à compter de ces élections, élus au scrutin majoritaire binominal mixte. Les électeurs de chaque canton élisent au Conseil départemental, nouvelle appellation du Conseil général, deux membres de sexe différent, qui se présentent en binôme de candidats. Les conseillers départementaux sont élus pour 6 ans au scrutin binominal majoritaire à deux tours, l'accès au second tour nécessitant 12,5 % des inscrits au 1er tour. En outre la totalité des conseillers départementaux est renouvelée. Ce nouveau mode de scrutin nécessite un redécoupage des cantons dont le nombre est divisé par deux avec arrondi à l'unité impaire supérieure si ce nombre n'est pas entier impair, assorti de conditions de seuils minimaux. Dans le Cher, le nombre de cantons passe ainsi de 35 à 19. La composition du canton de Bourges-4 est remaniée.

## Géographie
Ce canton est organisé autour de Bourges dans l'arrondissement de Bourges. Son altitude varie de 120 m (Bourges) à 169 m (Bourges) pour une altitude moyenne de 153 m.

## Représentation

### Représentation avant 2015
| Période | Période | Identité             | Étiquette   | Qualité |
| ------- | ------- | -------------------- | ----------- | --- |
| 1973    | 1979    | Yves Villard         | RI puis UDF | Médecin, ancien résistant Sénateur (1970-1971)                                                                                    |
| 1979    | 1998    | Jean-François Deniau | UDF         | Inspecteur des finances Ministre (1977-1981) Président du Conseil Général (1981-1998) Député (1978-1981 et 1986-1997)             |
| 1998    | 2015    | Irène Félix          | PS          | Ingénieure agronome Conseillère municipale de Bourges Vice-Présidente du Conseil Général Élue en 2015 dans le canton de Bourges-2 |

### Représentation depuis 2015
| Période élective | Période élective | Mandat | Mandat   | Identité         | Nuance | Nuance | Qualité |
| ---------------- | ---------------- | ------ | -------- | ---------------- | ------ | ------ | --- |
| 2015             | 2021             | 2015   | 2021     | Véronique Fenoll |        | LR     | Chef d'entreprise Conseillère municipale de Bourges (2014-2020) Première Vice-Présidente du Conseil Départemental                                               |
| 2015             | 2021             | 2015   | 2021     | Jacques Fleury   |        | LR     | Chef d'entreprise 11ème Vice-Président du Conseil Départemental ancien adjoint au maire de Bourges Ancien conseiller général du Canton de Bourges-2 (1996-2001) |
| 2021             | 2028             | 2021   | en cours | Véronique Fenoll |        | LR     | Conseillère sortante |
| 2021             | 2028             | 2021   | en cours | Jacques Fleury   |        | LR     | Président du conseil départemental depuis 2021 |

### Résultats détaillés

#### Élections de mars 2015
À l'issue du 1er tour des élections départementales de 2015, deux binômes sont en ballottage : Véronique Fenoll et Jacques Fleury (Union de la Droite, 55,16 %) et Céline Bezoui et Pierre Dedet (PS, 28,28 %). Le taux de participation est de 45,47 % (5 365 votants sur 11 798 inscrits) contre 51 % au niveau départementalet 50,17 % au niveau national.
Au second tour, Véronique Fenoll et Jacques Fleury (Union de la Droite) sont élus avec 59,93 % des suffrages exprimés et un taux de participation de 45,63 % (2 912 voix pour 5 384 votants et 11 798 inscrits).

#### Élections de juin 2021
Le premier tour des élections départementales de 2021 est marqué par un très faible taux de participation (33,26 % au niveau national). Dans le canton de Bourges-4, ce taux de participation est de 30,93 % (3 624 votants sur 11 717 inscrits) contre 32,99 % au niveau départemental. À l'issue de ce premier tour, deux binômes sont en ballottage : Véronique Fenoll et Jacques Fleury (LR, 60,61 %) et Martine Chicot et Pierre Dedet (Union à gauche, 39,39 %).
Le second tour des élections est marqué une nouvelle fois par une abstention massive équivalente au premier tour. Les taux de participation sont de 34,3 % au niveau national, 34,03 % dans le département et 32,84 % dans le canton de Bourges-4. Véronique Fenoll et Jacques Fleury (LR) sont élus avec 58,74 % des suffrages exprimés (2 108 voix pour 3 848 votants et 11 718 inscrits),,. 

## Composition

### Composition avant 2015
Le canton de Bourges-IV se composait de la portion de territoire de la ville de Bourges déterminée par l'axe des voies ci-après : chemin départemental n° 16 (route de La Chapelle, à partir de son entrée dans la commune de Bourges et jusqu'à la rue Jean-Jacques-Rousseau), assiette de la voie de l'ancien chemin de fer économique, boulevard de l'Avenir jusqu'au carrefour du Beugnon, boulevard de l'Industrie jusqu'au pont sur l'ancien canal du Berry, assiette de l'ancien canal du Berry, puis rivière l'Auron jusqu'au pont d'Auron, pont sur l'Auron, quai d'Auron, boulevard Lamarck, rampe Marceau, rue Moyenne, rue du Commerce, avenue Jean-Jaurès, avenue Henri-Laudier, place du Général-Leclerc jusqu'à la gare, assiette de la voie ferrée Vierzon-Saincaize jusqu'au passage à niveau sur la route nationale n° 140, route nationale n° 140 (avenue du Général-de-Gaulle), rue Jean-Moulin, rue Gustave-Eiffel, avenue de la Libération et son prolongement prévu jusqu'au chemin départemental n° 58, chemin départemental n° 58 jusqu'au passage à niveau de la voie ferrée Bourges-Gien, assiette de cette voie jusqu'à la limite de la commune de Bourges avec celle de Saint-Doulchard et les limites des communes de Saint-Doulchard, Marmagne et La Chapelle-Saint-Ursin jusqu'au chemin départemental n° 16.

### Composition à partir de 2015
| Nom                             | Code Insee | Intercommunalité | Superficie (km2) | Population (dernière pop. légale)                | Densité (hab./km2) | Modifier                                    |
| ------------------------------- | ---------- | ---------------- | ---------------- | ------------------------------------------------ | ------------------ | ------------------------------------------- |
| Bourges (bureau centralisateur) | 18033      | CA Bourges Plus  | 68,74            | Fraction : 16 788 (2022) Commune : 64 238 (2022) | 935                | modifier les données · modifier les données |
| Canton de Bourges-4             | 1806       |                  |                  | 16 788 (2022)                                    |                    | modifier les données                        |

Le nouveau canton de Bourges-4 comprend la partie de la commune de Bourges non incluse dans les cantons de Bourges-1, Bourges-2 et Bourges-3.

## Démographie

### Démographie avant 2015
| 1975 | 1982 | 1990   | 1999   | 2006   | 2011   | 2012   |
| ---- | ---- | ------ | ------ | ------ | ------ | ------ |
| -    | -    | 16 704 | 16 111 | 15 503 | 14 904 | 14 737 |

### Démographie depuis 2015
En 2022, le canton comptait 16 788 habitants, en évolution de −0,52 % par rapport à 2016 (Cher : −2,48 %, France hors Mayotte : +2,11 %).
| 2013   | 2018   | 2022   |
| ------ | ------ | ------ |
| 17 637 | 17 080 | 16 788 |